# Werner Sauber
Philip Werner Sauber, né le 14 avril 1947 à Zurich et mort le 9 mai 1975 à Cologne, est un photographe et cinéaste suisse.
Activiste anarchiste, il rejoint le Mouvement du 2 Juin, un groupe armé qui cherche à provoquer une révolution à travers la guérilla urbaine. 
Philippe Werner Sauber meurt le 9 mai 1975 après qu'il ait tiré contre des policiers lors d'un contrôle à Cologne.

## Biographie
Photographe, s'inscrit à la fin de l'été 1967 à l'Académie allemande du film et de la télévision de Berlin où il participe au mouvement étudiant.
Il s'investit dans le mouvement des jardins d'enfants autogérés (Kinderladenbewegung (de)).

### Esthétisme et radicalité
Les événements de 1968, en particulier la tentative d'assassinat, le 11 avril 1968, de Rudi Dutschke et l'écho du Mai 68 français, alimentent la radicalisation de la mouvance qu'il fréquente et conduit à une volonté d'affrontement avec l'État.
Artiste, esthète et excentrique, il est parfois décalé par rapport à ses camarades étudiants qui produisent de l'agitation politique et des films documentaires sociaux. En 1968, il réalise The Lonely Wanderer,,. Le réalisateur Harun Farocki, qui étudiait à Berlin en même temps que lui, dira que c'est l'une des plus belles œuvres de l'Académie des cinéastes en herbe.
Après avoir vécu dans la Kommune 88, Grunewaldstraße à Berlin, il vit en couple avec  Ulrike Edschmid (de) et son enfant dans un appartement commun qui sera perquisitionné à plusieurs reprises par la police.

### Mouvement du 2 Juin

Logo du Mouvement du 2 Juin

Holger Meins, avec qui le couple a vécu un moment en communauté à Berlin, est en grève de la faim et meurt au 58e jour de sa troisième grève de la faim le 9 novembre 1974, il pèse alors 39 kilos pour 1,89 mètre. Sauber et Edschmid sont arrêtés et incarcérés quatre mois – alors qu'ils s'estiment innocents – pour leur prétendu activisme pendant les manifestations de soutien aux prisonniers,.
À sa libération, Sauber se jure de ne plus jamais aller en prison. Il rentre dans la clandestinité (notamment sous le pseudonyme de « Léo ») et rejoint le Mouvement du 2 Juin. Il est impliqué dans plusieurs braquages de banque et dans du trafic d'armes.
Au début de 1974, dans la clandestinité à Cologne, il travaille comme ouvrier en usine, chez le motoriste Klöckner-Humboldt-Deutz, sous le faux nom à Klöckner-Humboldt-Deutz. Il tente d'y faire de l'agitation sociale,.
Le 9 mai 1975 à Cologne, il est contrôlé en compagnie de Karl Heinz Roth, dans un parking, par une patrouille de police de routine. Lors de l'échange de coups de feu qui suit, il tue un jeune policier de 22 ans, Walter Pauli (de),.
Grièvement blessé lors de la fusillade, il meurt dans l'ambulance qui le mène à l'hôpital.
Après sa mort, le Mouvement du 2 Juin le définit, dans une déclaration publique, comme un « combattant internationaliste et antifasciste [qui] a inlassablement organisé la lutte armée à travers des années de travail légal et illégal ».

## Postérité

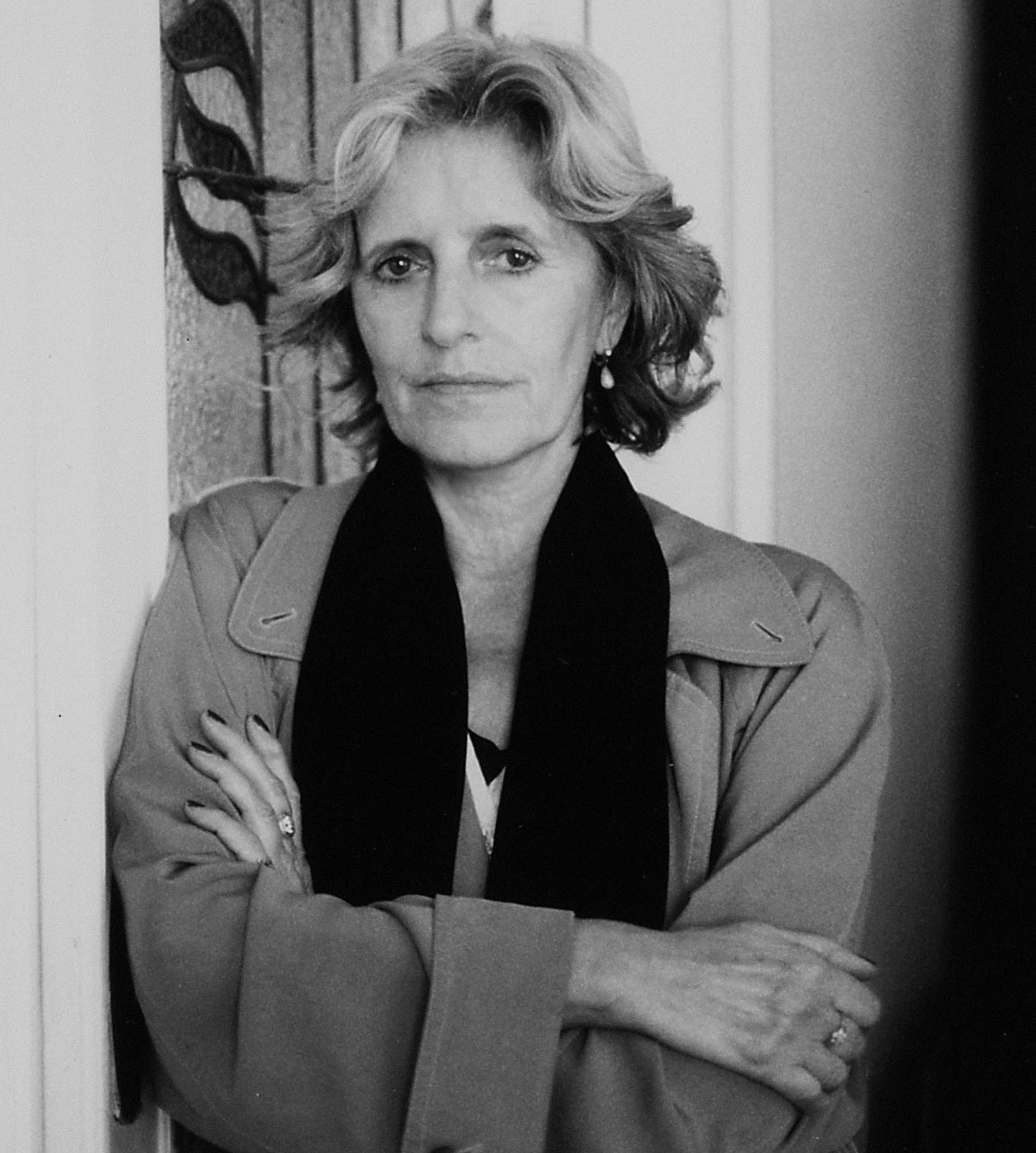
en 2012.

Sous le pseudonyme «Léo», Werner Sauber est l'un des protagonistes du livre Double de l'écrivain suisse Daniel de Roulet, publié en 1998.
En 2013, l'écrivaine allemande Ulrike Edschmid (de) lui consacre un ouvrage : La Disparition de Philip S., traduit en français en 2015.
Dans ce livre présenté comme un roman, bien qu'il se déroule comme un récit autobiographique, l'auteure ne fait ni enquête ni contre-enquête. Elle parle d'un homme, Philip S. qu'elle a aimé et avec qui elle voulait se battre pour un monde meilleur, dans ce Berlin-Ouest des années soixante et soixante-dix. Une époque où l'extrême gauche allemande se fracture et n'a pas encore irrévocablement séparé les partisans de la lutte armée du mouvement post-soixante-huitard,.

#### Essais
: document utilisé comme source pour la rédaction de cet article.
- Bommi Baumann, Tupamaros Berlin-Ouest ou Comment tout a commencé, préf. Daniel Cohn-Bendit et Heinrich Böll, Presse d'aujourd'hui, La France sauvage, 1976, (OCLC 461821916), notice éditeur
  - réédité en 2008 par les éditions Nautilus sous le titre Passages à l’acte, (OCLC 470627378).
- (de) Reiner Burger, Der Polizist und sein Mörder, Frankfurter Allgemeine Zeitung 14 juin 2015, [lire en ligne].

#### Fictions
- Ulrike Edschmid (trad. de l'allemand par Anna de Fries), La disparition de Philip S. (roman), Paris, Piranha, 2015, 151 p. (ISBN 978-2-37119-024-5, BNF 44401482, SUDOC 188502130, présentation en ligne).
  - (de) Verena Lueken, Ulrike Edschmid, Das Verschwinden des Philip S. : Einer nimmt seinen Koffer und geht, Frankfurter Allgemeine Zeitung, 5 avril 2013, [lire en ligne].
  - (de) Wolfgang Höbel, Eine Bande zu zweit, Der Spiegel, 18 mars 2013, [lire en ligne].
  - (de) Jürgen Berger, Ein Gefährte der Berliner Jahre, Die Tageszeitung, 30 mars 2013, [lire en ligne].
  - (de) Felix Schneider, Philip S. : von der Goldküste in den bewaffneten Untergrund , Schweizer Radio und Fernsehen, 9 juillet 2013, [lire en ligne].